# Поважани
Поважани (словац. Považany) — село, громада округу Нове Место-над-Вагом, Тренчинський край. Кадастрова площа громади — 8.75 км².
Населення 1247 осіб (станом на 31 грудня 2020 року).

## Історія
Поважани згадуються 1263 року.

## Населення
| Рік:            | 1994. | 2004.   | 2014.   | 2024.   |
| --------------- | ----- | ------- | ------- | ------- |
| Кількість осіб: | 1226  | 1274    | 1279    | 1226    |
| Різниця:        |       | +3,91 % | +0,39 % | -4,14 % |

| Рік:            | 2023. | 2024.   |
| --------------- | ----- | ------- |
| Кількість осіб: | 1238  | 1226    |
| Різниця:        |       | -0,96 % |